# Breaking the Law
〈Breaking the Law〉는 영국의 헤비 메탈 밴드 주다스 프리스트의 노래로, 1980년 여섯 번째 스튜디오 음반 《British Steel》에서 발매되었다. 이 곡은 밴드의 더 잘 알려진 싱글들 중 하나이며, 오프닝 기타 리프에서 쉽게 인식된다.

## 구성
1980년대 《British Steel》을 발매하기 전에, 주다스 프리스트는 그들의 음악을 더 단순하고 덜 가공된 사운드로 합리화하는 방향으로 움직였다. 그 접근은 《British Steel》에서 완전히 결실을 맺었다. 〈Breaking the Law〉는 눈에 띄는 마이너 키의 오프닝 리프와 리드미컬한 코러스를 메인 훅으로 결합했다. 대부분 악기교에서 체인지업이 있는데, 경찰차의 사이렌 소리가 다시 메인 리프로 이어지기 전에 롭 핼퍼드가 "You don't know what it's like!(넌 이게 뭔지도 모를 거야!)"라고 외치는 새로운 화음 진행이다. 이 곡의 더 최근의 라이브 공연에서는 다리 위의 다우닝의 짧은 솔로 공연이 있었다. 곡의 아웃로는 핼퍼드가 후렴구를 부르고 다우닝이 파워 코드를 연주하면서 반복적으로 연주되는 메인 리프이다.
이 노래는 유리 깨지는 소리와 경찰 사이렌을 포함한 일부 음향 효과를 특징으로 한다. 밴드는 비틀즈의 드러머 링고 스타의 고향인 티튼허스트 파크에서 《British Steel》을 녹음하고 있었다. 깨지는 유리 효과를 위해 밴드는 아침에 우유 배달원이 가져다준 우유병을 사용했고, 경찰 사이렌은 사실 스트라토캐스터에 달린 트레몰로 팔을 이용해 기타리스트 K. K. 다우닝이었다.
핼퍼드는 나중에 이렇게 말했다. "영국에서는 많은 분쟁이 있었습니다. 정부 분쟁, 광부들의 파업, 자동차 노조들의 파업, 거리 폭동이 있었습니다. 끔찍한 시간이었어요. 그것이 제가 바깥의 그 느낌과 연결되도록 가사를 쓰도록 하는 동기부여가 되었습니다."

## 퍼포먼스
《British Steel》이 발매된 이후, 〈Breaking the Law〉는 주다스 프리스트의 가장 유명한 공연들 중 일부에서 인기 있는 주식이 되었다. 이 곡은 1981년 World Wide Blitz Tour에서 《British Steel》의 후속 음반인 《Point of Entry》를 위해 처음 공연된 이후 연주 버전이 바뀌었다. 나중에 밴드는 때때로 (예를 들어 《Angel of Retribution》 투어에서) 오프닝 리프를 연주했는데, 핼퍼드는 다우닝을, 다우닝은 팁톤을, 팁톤은 힐을, 그리고 나서 빠르게 무대에서 각자의 평소의 위치로 퍼져나갔다. 시간이 지남에 따라 밴드는 라이브 공연 동안 곡의 템포를 올렸고, 다우닝에 의해 솔로가 추가되었다(그의 탈퇴 이후, 그의 후임자인 리치 폴크너가 다우닝의 새로운 솔로를 대체하면서). 라이브 공연에서 핼퍼드는 〈Breaking the Law〉라는 단어를 외치며 노래를 마무리한다.